# Tuwuna
Tuwuna is een bestuurslaag in het regentschap Nias Barat van de provincie Noord-Sumatra, Indonesië. Tuwuna telt 817 inwoners (volkstelling 2010).